# Fibracat
Fibracat, cuya razón social es Fibracat Telecom, S.L.U., es una empresa fundada en 2013 por la marca manresana de telecomunicaciones Altecom que desde 1999 ofrece servicios de telefonía fija y móvil, y acceso a Internet y televisión mediante fibra óptica. Se publicita como el primer operador global de telecomunicaciones catalán.

## Historia
En el año 2013, la marca fue la primera de España en lanzar la oferta de 1000 Mbps (1Gbps) de bajada para particulares. Desde de julio de 2014, empezó a ejercer de operador móvil virtual y actualmente tiene una infraestructura propia con el apoyo de la red de Orange donde no puede ofrecer servicio propio. Cerró el ejercicio de 2018 con una facturación de 4,4 millones de euros, es decir, un 30% más que el año anterior. Cerró el año 2018 con 16.000 clientes.
En el año 2019 llega a las principales ciudades catalanas y gran parte del Área Metropolitana de Barcelona, con la previsión de cubrir la totalidad del territorio de Cataluña en el año 2023. En 2018 abrió la segunda tienda en Reus y en 2019 la primera en Girona y Lleida.
En el año 2020, el Pleno del Consejo del Audiovisual de Cataluña (CAC), autorizó el arrendamiento de la licencia para la prestación de servicios de comunicación audiovisual del programa número 4 (EDC4) del canal múltiple de televisión digital terrestre con cobertura autonómica, a favor de Fibracat. Con esta concesión, el operador emitió Fibracat TV, entre los años 2020 y 2022.